# 海竜めざめる
海竜めざめる（かいりゅうめざめる、原題 英: The Kraken Wakes）は、イギリスのSF作家ジョン・ウィンダムによって書かれたSF小説。宇宙から飛来した謎の知的生物が海底から地上への侵略を開始し、世界が破滅的な危機に陥る様子を描いた終末SF。

## 概要
1953年にイギリスのMichael Josephによって出版され、同年アメリカ合衆国の Ballantine Booksから「Out of the Deeps」の題名でペーパーバックが発売された。日本では1956年「海底の怪」の題名で国松文雄による翻訳（元々社 最新科学小説全集）が出版された。一般的には1966年の星新一訳「海竜めざめる」（早川書房）が知られ、本記事の表題もこれに従う。
H・G・ウェルズの伝統を継ぎ、文明批判、人類の持つ欠点への風刺、苦いユーモアを秘めている。語り手である主人公は、直接に危機に遭う場面もあるものの、おおむね報道者として第三者的な立場にあり、作品はいわゆる「心地よい破滅」の要素を含んでいる。ストーリー展開は後のSF映画やSFドラマに影響を与えたとも言われ、星新一は訳者あとがきで「本書が書かれて以来、宇宙からの侵略があり、その経過をマスコミ関係者が追うという形式の映画がいくつも作られた」と述べている。なお本作品そのものは2015年現在、映像化されていない。
「海竜（原題ではクラーケン）」とは北欧の伝説に登場する巨大な海の怪物であるが、本作中においては侵略の脅威に対する比喩である。作品において敵は姿を現さず、正体は推測するしかないが、深海を好むことから気圧の極めて高いところ（例えば木星）から襲来したのではないかと考えられている。

## あらすじ
侵略の進行に沿った「第一段階」「第二段階」「第三段階」の3章で構成される。

### 第一段階
イギリスの民間放送会社EBCに勤めるマイク・ワトソンは、共同レポーターでもある妻のフィリスとともに、空から海に落ちる火球を目撃する。火球の報告は世界中で相次ぎ、すべて深海の区域に集中していた。調査にあたった潜水球はケーブルを切られて行方不明となり、海洋を行き交う艦船が次々と消息を絶つ。世界各国が互いに疑心暗鬼にある中で、地質学者のボッカー博士は「ウェルズの描いた火星人よりはるかに強力」な地球外生命体による侵略を示唆した。

### 第二段階
南洋の沿岸部に対して「海の戦車」の夜襲が始まった。マイクとフィリスはボッカー博士率いる調査隊に同行したが、戦車が町を襲撃し多くの人が捕獲される。マイクたちは危機を逃れ、実態を報告した。やがて夜襲は世界中の沿岸都市に及ぶようになる。各国が防衛に本腰を入れ、被害は沈静化していくが、依然として制海権は奪われたままだった。ボッカー博士は侵略者の新たな攻撃を警戒する。

### 第三段階
南極・北極圏で、大量の氷河が海に流出しているのが発見される。それは海面上昇によって世界の都市を水没させる侵略者の攻撃だった。数年のうちに海面水位は危機的な状態になり、やがて都市の機能を止めていった。マイクとフィリスはロンドンを離れて別荘に移ったが、生活の限界が近づく。
その後の物語については複数の結末がある（後述）。

## 解説

### 時代背景
ジョン・ウィンダムが本作品の2年前に書いた作品「トリフィドの日」では、東西世界の冷戦に対する不安が暗示的に描かれていたが、本作品では敵陣営に対する疑念や秘密主義が国家間の緊張を高め、想像を超えた事態への対処を妨げるという形で表現されている。
作品後半の浸水被害の描写は、1953年2月に起きた北海大洪水をもとに書かれたとも言われる。

### 「宇宙戦争」へのオマージュ
ウェルズの「宇宙戦争」との構造的な類似は、「トリフィドの日」に比べても、より明瞭となる。物語は「宇宙戦争」と同じくイギリスを舞台とし、宇宙生物の攻撃で社会が破綻する様子を描き、理知的な主人公の一人称による回想録として描く作品形式も一致させている。
その一方、内容には「宇宙戦争」との対比を意識したように書かれた部分もある。「宇宙戦争」で描かれた侵略が1～2週間の出来事であったのに対し、本作品における侵略は10年以上をかけて緩やかに進行し、政府や市民たちはなかなか脅威を実感しない。登場人物であるボッカー博士は「宇宙戦争」について作中で批評しており、古典的な傑作であったがために「思考の型をわくにはめるという影響」を人々にもたらしたと述べている。

## 結末の相違
イギリス版とアメリカ版とで結末が異なっている。星新一による日本語訳はアメリカ版に基づく。
- アメリカ版では、孤島と化した別荘に隔絶されていたマイクとフィリスのもとにボッカー博士がヘリコプターで現れ、最近の経緯と、日本人が作った超音波を用いた新兵器による対抗作戦の開始を説明する。
- イギリス版では、ボートで別荘に近づいてきた近隣の住民のラジオで経緯を聞く。住民はマイクとフィリスの名前がラジオで放送されていたと告げ「復興協議会」が設立されたことを伝える。

## ラジオドラマ
1954年にイギリスのBBC Home Serviceで90分のラジオドラマが制作され、その後1998年に BBC Radio 4 で同じく90分のラジオドラマが制作された。後者は2007年に BBC Audiobooks からCD版が販売された。
|                      | 1954年                     | 1998年             |
| -------------------- | -------------------------- | ------------------ |
| マイク・ワトソン     | ロバート・ビーティ         | ジョナサン・ケイク |
| フィリス・ワトソン   | Grizelda Hervey            | Saira Todd         |
| フレディ・ホイッター | ヒュー・フォーカス         | David Fleeshman    |
| ボッカー博士         | Arthur Lawrence            | Russell Dixon      |
| ウインタース大佐     | エドワード・ジューズバリー | William Oxborrow   |

1965年にはCBC（カナダ放送協会）でラジオドラマが制作された。

## 出版一覧

### 日本語訳
- ジョン・ウィンダム 著、国松文雄 訳『海底の怪』元々社〈最新科学小説全集 第4〉、1956年。ASIN B000JB0A3M。
- ジョン・ウィンダム 著、星新一 訳『海竜めざめる』早川書房〈ハヤカワ・SF・シリーズ 3121〉、1966年。
- ジョン・ウィンダム 著、斉藤伯好 訳『深海の宇宙怪物』岩崎書店〈SFこども図書館 3〉、1976年。ISBN 978-4265922031。（児童向け抄訳）
- ジョン・ウィンダム 著、星新一 訳『海竜めざめる』早川書房〈ハヤカワ文庫SF 264〉、1977年。ISBN 978-4150102647。
- ジョン・ウィンダム 著、星新一 訳『海竜めざめる』福音館書店〈ボクラノSF〉、2009年。ISBN 978-4834024234。

### 英語
- Wyndham, John (1953), The Kraken Wakes (1st ed.), London: Michael Joseph.
- (1953), Out of the Deeps (1st US ed.), New York: Ballantine.
- (1955), The Kraken Wakes (1st Penguin ed.), London: Penguin.
- (1970), The Kraken Wakes, London: Penguin, ISBN 0-14-001075-0.